# Raquel Castro

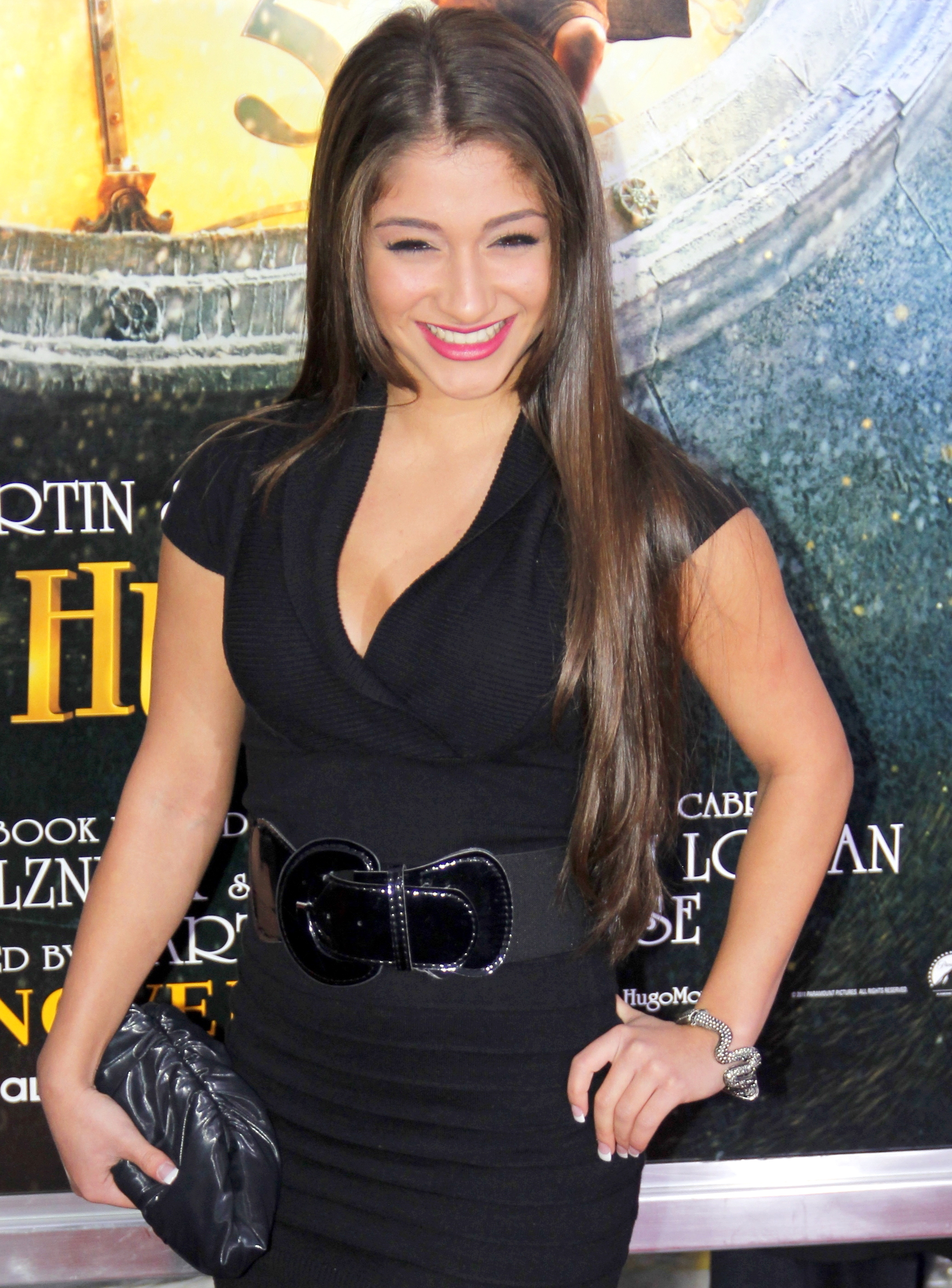
Raquel Castro (2011)

Raquel Castro  (* 17. November 1994 in New York City, New York) ist eine US-amerikanische Schauspielerin.

## Leben
Sie wurde als viertes von fünf Kindern geboren. Ihr Vater stammt aus Puerto Rico und ihre Mutter, eine Amerikanerin, hat italienische Vorfahren. Raquel hat zwei ältere Schwestern und einen älteren und einen jüngeren Bruder. Sie lebt mit ihrer Familie in Long Island. 
Ihr Debüt gab sie 2002 als Moira Kenney in Third Watch – Einsatz am Limit. 2004 spielte sie in Jersey Girl Gertie Trinke, die Tochter der von Jennifer Lopez und Ben Affleck gespielten Charaktere. 2005 hatte sie eine Episodenrolle in Law & Order: Special Victims Unit.

## Filmografie
- 2002: Third Watch – Einsatz am Limit (Third Watch, Fernsehserie, eine Folge)
- 2004: Jersey Girl
- 2005: Law & Order: Special Victims Unit (Fernsehserie, eine Folge)
- 2006: Little Fugitive
- 2007: Tracks of Color (Kurzfilm)
- 2009: Gesetz der Straße – Brooklyn’s Finest (Brooklyn’s Finest)
- 2009: America (Fernsehfilm)
- 2009: The Ministers – Mein ist die Rache (The Ministers)
- 2012: Raquel Castro – Diary (Kurzfilm)
- 2014: Awkward – Mein sogenanntes Leben (Awkward, Fernsehserie, eine Folge)
- 2014–2015: Liv und Maddie (Liv and Maddie, Fernsehserie, 2 Folgen)
- 2015–2016: Empire (Fernsehserie, 6 Folgen)
- 2016: Blue Bloods – Crime Scene New York (Blue Bloods, Fernsehserie, eine Folge)
- 2016: From Nowhere
- 2017: Ten
- 2019: Already Gone